# Att älska
Att älska är en svensk dramafilm från 1964 med regi och manus av Jörn Donner. I rollerna ses bland andra Harriet Andersson, Zbigniew Cybulski och Isa Quensel.
Inspelningen ägde rum 1963 i Filmstaden Råsunda. Fotograf var Sven Nykvist och klippare Lennart Wallén. Musiken komponerades av Eje Thelin. Filmen premiärvisades den 10 augusti 1964 på biograf Grand i Stockholm. Den var 91 minuter lång och tillåten från 15 år.
Filmen fick motta flera priser. Vid Filmfestivalen i Venedig fick Harriet Andersson Volpipokalen för bästa kvinnliga skådespelare. Filmen fick också ett hedersdiplom vid Venedigs filmfestival samt mottog Svenska Filminstitutets kvalitetsbidrag på 143 882,87 svenska kronor.

## Handling
Louise man Gustav har omkommit i en bilolycka. En tid efter begravningen börjar hon träffa Fredrik som befriar henne från hennes förflutna.

## Rollista
- Harriet Andersson	– Louise Pettersson, änka
- Zbigniew Cybulski	– Fredrik, resebyråtjänsteman
- Isa Quensel – Märta Karlsson, Louises mor
- Thomas Svanfeldt – Jacob, Louises nioårige son
- Jane Friedmann – Nora, Louises svägerska
- Jan Erik Lindqvist – talare på begravningen
- Nils Eklund – prästen
- Dora Carlsten – en dam på begravningen
- Lill Larsson – Karin
- Birger Lensander – kyrkvaktmästaren
- Ulla Persson – TV-sångare
- Sven-Bertil Taube	– Fredriks röst till svenska

### Fotnoter
1. 1 2 3 4  ”Att älska”. Svensk Filmdatabas. http://sfi.se/sv/svensk-filmdatabas/Item/?itemid=4688&type=MOVIE&iv=Basic&ref=/templates/SwedishFilmSearchResult.aspx?id%3d1225%26epslanguage%3dsv%26searchword%3datt+%C3%A4lska%26type%3dMovieTitle%26match%3dBegin%26page%3d1%26prom%3dFalse. Läst 3 april 2013.